# Laszki (województwo podlaskie)
Laszki – wieś w Polsce położona w województwie podlaskim, w powiecie białostockim, w gminie Zabłudów.
W latach 1975–1998 miejscowość administracyjnie należała do województwa białostockiego.
Przez miejscowość przebiega droga krajowa nr 19.
Wieś w 2021 roku zamieszkiwało 39 osób.
Prawosławni mieszkańcy wsi należą do parafii Świętych Kosmy i Damiana w Rybołach, a wierni kościoła rzymskokatolickiego  do parafii św. Apostołów Piotra i Pawła w Zabłudowie.